# Karelens lagsaga
Karelens lagsaga blev sannolikt år 1578 en egen lagsaga. Ännu i början av 1600-talet kunde man tala om endast två lagsagor i Finland. Beslutet om att avskilja de östra delarna av Söderfinne lagsaga, Karelen, till en egen lagsaga motiverades med att allmogen på det sättet skulle bättre och bekvämare skipas lag och rätt och att domarens arbete skulle underlättas. Till lagsagan kom Kexholms län år 1617 efter freden i Stolbova. Formellt inrättades lagsagan i 1634 års regeringsform. Efter Vasa hovrätts tillkomst 1776 och omorganisationen av de finska lagsagorna minskades Karelens lagsaga till sin sydvästra del. För fortsättningen se Finska lagsagor 1776–1868.

## Lagmän i Karelens lagsaga
- Klas Åkesson (Tott) 1578–1590
- Mårten Boije af Gennäs 1590–1596
- Axel Jönsson Kurck 1596–1599
- Arvid Eriksson (Stålarm) 1602–1605
- Arvid Wildeman 1607–1617
- Axel Oxenstierna 1618
- Klas Horn 1624–1632
- Carl Bonde 1634–1652
- Axel Lillie 1652–1662
- Seved Bååt 1662–1669
- Krister Horn 1669–1674
- Bengt Horn 1674–1678
- Gustaf Oxenstierna 1678–1680
- Johan Creutz 1680–1703
- Lars Brommenstedt[1] 1704–1706
- Samuel Blomfelt[2] 1721–1736
- Carl Lilliestierna 1736–1742
- Jeremias Wallén[3] 1744–1757
- Ulrik Wallenstierna[4] 1758–1772
- Magnus Wilhelm Gripenberg[5] 1772–1776